# Harrier (cão)
Harrier[Nota]( "lebreiro", "cão de caça a lebre"), é uma raça britânica de cães de caça à lebre.
Seus primeiros registros datam de meados de 1260, quando eram parte integrante da matilha de Penistone, no oeste da Inglaterra, embora não reconhecida em seu país de origem até então. Quase extinta no século XX, teve sua população aumentada graças aos cruzamentos com foxhounds e possivelmente beagles e bloodhounds. De adestramento dito fácil, é um cão calmo e sociável, de confiança para se ter entre crianças. Fisicamente possui o dorso mais largo que fundo, além de muito firme e forte; pode chegar aos 28 kg e sua curta pelagem varia de coloração entre os indivíduos.